# Адміністративний поділ Хорватії

Жупанії Хорватії

Хорватія поділяється на 21 округ або жупанію (хорв. županija, županije). Жупанії Хорватії — адміністративно-територіальні одиниці першого рівня.

## Список жупаній
| Жупанія                           | Площа км² | Населення тис. осіб | Адмін. центр     | Мапа |
| --------------------------------- | --------- | ------------------- | ---------------- | ---- |
| Загребська жупанія                | 3.078     | 309.696             | Загреб           |      |
| Крапинсько-Загорська жупанія      | 1.230     | 142.432             | Крапина          |      |
| Сисацько-Мославинська жупанія     | 4.448     | 185.387             | Сисак            |      |
| Карловацька жупанія               | 3.622     | 141.787             | Карловац         |      |
| Вараждинська жупанія              | 1.260     | 184.769             | Вараждин         |      |
| Копривницько-Крижевецька жупанія  | 1.734     | 124.467             | Копривниця       |      |
| Беловарсько-Білогорська жупанія   | 2.638     | 133.084             | Беловар          |      |
| Приморсько-Горанська жупанія      | 3.590     | 305.505             | Рієка            |      |
| Лицько-Сенська жупанія            | 5.350     | 53.677              | Госпич           |      |
| Вировитицько-Подравська жупанія   | 2.021     | 93.389              | Вировитиця       |      |
| Пожезько-Славонська жупанія       | 1.821     | 85.831              | Пожеґа           |      |
| Бродсько-Посавська жупанія        | 2.027     | 176.765             | Славонський Брод |      |
| Задарська жупанія                 | 3.643     | 162.045             | Задар            |      |
| Осієцько-Баранська жупанія        | 4.149     | 330.506             | Осієк            |      |
| Шибеницько-Книнська жупанія       | 2.994     | 112.891             | Шибеник          |      |
| Вуковарсько-Сремська жупанія      | 2.448     | 204.768             | Вуковар          |      |
| Сплітсько-Далматинська жупанія    | 4.524     | 463.676             | Спліт            |      |
| Істрійська жупанія                | 2.813     | 206.344             | Пазин            |      |
| Дубровницько-Неретванська жупанія | 1.782     | 122.870             | Дубровник        |      |
| Меджимурська жупанія              | 730       | 118.426             | Чаковец          |      |
| Місто Загреб                      | 640       | 779.145             | Загреб           |      |
| РАЗОМ:                            | 56.542    | 4.437.460           |                  |      |

## Другий рівень
До адміністративно-територіальних одиниць другого (нижчого) рівня Хорватії належать громади та міста.